# Willie Fernie
Willie Fernie, właśc. William Fernie (ur. 22 listopada 1928 w Kinglassie, zm. 1 lipca 2011 w Glasgow) – szkocki piłkarz grający w reprezentacji Szkocji, zarówno w MŚ 1954 oraz MŚ 1958.